# Charles Frederick Henningsen
Charles Frederick Henningsen, o Carlos Federico Henningsen como a veces se le cita en español, (Bruselas, 21 de febrero de 1815 – Washington D. C., 14 de junio de 1877), de origen hiberno-nórdico, fue súbdito británico, belga y estadounidense, escritor, mercenario, filibustero y experto en munición. Participó en revoluciones y guerras civiles en España, Circasia, Hungría, Nicaragua y Estados Unidos.

## Primeros años de vida
Henningsen nació en Bruselas pero «fue bautizado en Londres para que pudiera gozar de los privilegios de la ciudadanía inglesa.» Su padre fue John Henningsen (1775–1859), miembro de la nobleza noruega nacido en Copenhague, Dinamarca, y su madre fue Louisa Burke (1789–1842), una heredera irlandesa. Sin embargo, siendo aventurero en su juventud, veneraba a Lord Byron tanto en la literatura como en la aventura, por lo que idealizaba a la nobleza británica en sus acciones. La familia vivió en Bruselas desde, al menos, el momento de su nacimiento hasta el inicio de la Revolución belga, huyendo debido a sus simpatías pro holandesas. La familia huyó primero a París y luego a Londres. Una de sus hermanas fue Josephine Amelie de Henningsen (1822–1904), miembro de las Hermanas Misioneras de la Asunción, quienes establecieron la orden en Sudáfrica en 1849.

## España
Luchó en la primera guerra carlista, tras entrar como voluntario al servicio del pretendiente Carlos María Isidro de Borbón en 1834. Henningsen ascendió a capitán de escolta del general carlista Tomás de Zumalacárregui. Después de la firma de la Convención de Lord Eliot en abril de 1835, en la que estuvo presente, Henningsen regresó a Inglaterra.
Sin embargo, Henningsen pronto regresó a España con el grado de teniente coronel y se unió a la expedición carlista que amenazaba Madrid desde Aragón.
Luchó en la Batalla de Villar de los Navarros (24 de agosto de 1837), victoria carlista, obteniendo el grado de coronel. Encabezó a los lanceros carlistas y fue atacado en las afueras de Madrid por las fuerzas liberales (isabelinas). Dirigió una columna contra estas fuerzas, capturando las fortificaciones exteriores de Madrid. Los retuvo durante varias horas, hasta que notificó que Don Carlos no podía enviarle refuerzos. 
Sin embargo, posteriormente fue hecho prisionero y puesto en libertad condicional. No volvió a servir en esta guerra. Más tarde registró sus experiencias en España en dos volúmenes del libro The Most Striking Events of a Twelvemonth's Campaign with Zumalacarregui, que dedicó a Lord Eliot. La obra generó controversia en Gran Bretaña porque glorificaba a Zumalacárregui y apoyaba la posición carlista. Fue traducido por Román Oyarzun al español en 1939 como Campaña de doces meses en Navarra y las Provincias Vascongadas con el General Zumalacárregui.

## Rusia y Hungría
Posteriormente, Henningsen luchó contra el ejército ruso en Circasia durante la guerra ruso-circasiana, y escribió un informe militar sobre Rusia, y más tarde también escribió el libro Revelaciones de Rusia. Esto fue traducido al francés por Cyprien Robert y publicado en París (3 vols. 1845).
Luego se involucró en la revolución en Hungría dirigida por Lajos Kossuth, y también participó en la planificación de la campaña militar contra las fuerzas enemigas austríacas.
Propuso un plan militar de campaña que fue bien recibido por Richard Debaufre Guyon y otros líderes; como resultado, Henningsen sería nombrado comandante militar y civil de la fortaleza de Komárom (Komorn). Sin embargo, la revolución húngara fue reprimida y Henningsen visitó más tarde Kossuth en Kütahya en 1850, donde el líder húngaro había sido detenido.
Luego viajó desde Constantinopla a Albania, y luego cruzó el mar Adriático a Italia.

## Nicaragua
En 1851, Henningsen viajó a los Estados Unidos poco después de que Kossuth llegara a ese país. Permaneció en los Estados Unidos como representante de los intereses húngaros. Sirvió a las órdenes de William Walker en Nicaragua desde octubre de 1856 y fue nombrado general de división, al mando de la artillería de Walker.
Dirigió la defensa de Rivas el 23 de marzo de 1856 y durante la Segunda Batalla de Rivas (11 de abril de 1856).
Fue segundo al mando en la Batalla del Tránsito (11 de noviembre de 1856) y en la Segunda Batalla de Masaya (15 al 17 de noviembre de 1856).
Fue el responsable de quemar Granada, en ese momento la capital de Nicaragua, durante la madrugada del 23 de noviembre de 1856. Durante este incidente, se encontraba en Granada con 419 hombres a las órdenes de Walker para incendiar la ciudad. Al día siguiente fue rodeado por unas 2.800 tropas centroamericanas, abriéndose camino hacia el lago de Nicaragua durante veintidós días con una pérdida de 272 muertos, heridos, desertores y capturados. No quedó nada de la ciudad sino una ruina humeante; cuando se retiró, dejó una inscripción en una lanza que decía, en español, Aquí fue Granada ("Aquí estaba Granada").
En el lago, se le unió un refuerzo de 170 hombres y escapó rompiendo el asedio de las fuerzas aliadas centroamericanas.
Comandó la Batalla de Obraje (27 de enero de 1857) y fue segundo al mando en la 3.ª y 4.ª Batalla de San Jorge (29 de enero de 1857).
El 1 de mayo de 1857, Henningsen, junto con Walker, se rindieron al comandante Charles Henry Davis de la Armada de los Estados Unidos y fueron repatriados.

## Estados Unidos
Se convirtió en ciudadano de los Estados Unidos y se casó con una sobrina de John M. Berrien, senador de los Estados Unidos por Georgia. Henningsen continuó persiguiendo esquemas obstruccionistas y luchó en la fratricida guerra de Secesión por la parte de la Confederación durante un año, siendo nombrado coronel (aunque todavía se le llamaba "General") y con frecuencia tenía el mando de las defensas de Richmond.  Participó en la batalla de Elizabeth City.  Sin embargo, las disputas con el Departamento de Guerra de la Confederación y las críticas al presidente Davis terminaron efectivamente con sus contribuciones militares. Su esposa, Wilhelmina "Willy" Henningsen (1820-1880) abrió y operó un hospital (el Hospital Henningsen) en Richmond hasta 1863, cuando sus operaciones se consolidaron con el Hospital Luisiana. Se destacó por la amabilidad y ternura hacia los soldados heridos y afligidos Después de la guerra fijó su residencia en Washington D. C., y participó en el movimiento para independizar a Cuba del dominio español.  Durante sus años de decadencia, vivió en circunstancias difíciles, pero fue apoyado por amigos como el coronel Albert Pike.

## Muerte
Su obituario de 1877 en The Evening Star lo describió como un "hombre de apariencia llamativa, alto, erguido y de porte militar. Era un caballero de logros académicos y hablaba los idiomas francés, español, ruso, alemán e italiano con la fluidez de un nativo".  Otra fuente afirma que "murió en 1877 sin ganar nunca ninguna de las causas por las que luchó".
Es mencionado en el poema de Ernesto Cardenal Con Walker en Nicaragua:
Y entonces vino aquel inglés, C. F. Henningsen,
que había peleado contra el Zar y en España y por la independencia de Hungría. 

## Experiencia en escritos y municiones
Henningsen era un especialista en artillería, aunque también escribió sobre la mejora de las armas pequeñas y supervisó el desarrollo de los primeros rifles Minié en los Estados Unidos.
Sus obras incluyen:
- The Last of the Sophias: A Poem (Londres, 1831)
- Scenes from the Belgian Revolution (Londres, 1832)
- The Siege of Missalonghi (Londres, 1832)
- The Most Striking Events of a Twelvemonth's Campaign with Zumalacarregui in Navarre and the Basque Provinces, 2 vols. (Londres: John Murray, 1836) – traducido al español, alemán y francés. La versión española, traducida por Román Oyarzun, está hecha en 1939, con el título: Campaña de doces meses en Navarra y las Provincias Vascongadas con el General Zumalacárregui. San Sebastián, Editorial Española, 1939.[12]
- "St. Petersburg and Its Inhabitants", The New Monthly Magazine and Humorist, vol. 69 (octubre de 1843): 241-59
- "The Emperor Nicholas, His Nobles, Serfs, and Servants", The New Monthly Magazine, vol. 70 (abril de 1844): 477-93
- "The Emperor Nicholas, His Nobles, Serfs, and Servants" (conclusión), The New Monthly Magazine, vol. 71 (junio de 1844): 216-31
- Revelations of Russia: or the Emperor Nicholas and His Empire in 1844. Por uno que ha visto y describe., 2 vols. (Londres: Henry Colburn, 1844) – traducido al francés y al alemán.
- The White Slave; o The Russian Peasant Girl. Por el autor de "Revelations of Russia". 3 vols. (Henry Colburn, 1845)
- Revelations of Russia in 1846. Por un residente inglés. Tercera edición, 2 vols. (Henry Colburn, 1846) – traducido al alemán
- Eastern Europe and The Emperor Nicholas. Por el autor de "Revelations of Russia". 3 vols. (Londres: TC Newby, 1846) - también traducido al alemán
- Sixty Years Hence: A Novel. Del autor de "The White Slave", etc., 3 vols. (TC Newby, 1847)
- Analogies and Contrasts; o Comparative Sketches of France and England. Por el autor de "Revelations of Russia". (Londres, 1848)
- The National Defenses. Por el autor de "Revelations of Russia", etc. (TC Newby, 1848)
- Kossuth and "The Times". Del autor de "Revelations of Russia" (Londres, 1851)
- The Past and Future of Hungary, de CF Henningsen, secretario del gobernador Louis Kossuth, autor de "Twelve Months' Campaign with Zumalacarregui", "Revelations of Russia", "Eastern Europe", etc. (Cincinnati: E. Morgan, 1852)